# Тамворт (Новий Південний Уельс)
Тамворт (англ. Tamworth) — місто та адміністративний центр Північно-Західного регіону Нового Південного Уельсу. Розташований на річці Піл в межах місцевого самоврядування Регіональної ради Тамворта. Найбільше та найнаселеніше місто в Північно-Західному регіоні: станом на червень 2018 року населення склало 42 872 чоловік, що робить його другим за величиною внутрішнім містом Нового Південного Уельсу. Тамворт знаходиться за 318 кілометрів від кордону з Квінслендом, майже на півшляху між Брісбеном і Сіднеєм.
Місто відоме як «Перше місто вогнів», бо в 1888 році тут вперше в Австралії використовувалися електричні вуличні ліхтарі. Тамворт також відомий як «Столиця кантрі-музики Австралії», бо щорічно в кінці січня тут проводиться фестиваль кантрі-музики, який є другим за величиною в світі після Нешвілла. Крім того місто визнане Національною кінною столицею Австралії через велику кількість кінних заходів, що проводяться в місті, та будівництво Австралійського центру коневодства й тваринництва світового класу, найбільшого в Південній півкулі.